# Казарян Степан Гайкович
Степан Казарян (вірм. Ստեփան Հայկի Ղազարյան, нар. 11 січня 1985, Єреван) — вірменський футболіст, що грав на позиції воротаря, зокрема за «Бананц» та національну збірну Вірменії.

## Клубна кар'єра
У дорослому футболі дебютував 2002 року виступами за команду «Аракс» (Арарат), у якій провів два сезони, взявши участь у 47 матчах чемпіонату. 
Протягом 2005—2006 років захищав кольори клубу «Бананц-2».
Своєю грою за останню команду привернув увагу представників тренерського штабу клубу «Бананц», до складу якого приєднався 2007 року. Відіграв за єреванську команду наступні шість сезонів своєї ігрової кар'єри.
Згодом з 2013 по 2019 рік грав у складі команд «Арарат», «Алашкерт» та «Бананц».
Завершував ігрову кар'єру у німецькому нижчоліговому «Ротенгофі», за який виступав протягом 2020 року.

## Виступи за збірні
У 2002 році дебютував у складі юнацької збірної Вірменії (U-17), загалом на юнацькому рівні взяв участь у 5 іграх, пропустивши 14 голів.
У 2010 році провів два офіційні матчі у складі національної збірної Вірменії, в яких пропустив 4 голи.